# آمبروجو پلاگالی
آمبروجو پلاگالی (انگلیسی: Ambrogio Pelagalli; ۱۵ فوریهٔ ۱۹۴۰ – ۲۵ مارس ۲۰۲۴) بازیکن فوتبال اهل ایتالیا بود.
از باشگاه‌هایی که در آن بازی کرده است می‌توان به باشگاه فوتبال آ.اس. رم، باشگاه فوتبال پیاچنزا، باشگاه فوتبال آتالانتا، و باشگاه فوتبال آ.ث. میلان اشاره کرد.